# Dolomiten-Mannsschild
Der Dolomiten-Mannsschild (Androsace hausmannii) ist eine Pflanzenart aus der Gattung Mannsschild (Androsace) innerhalb der Familie der Primelgewächse (Primulaceae).

## Beschreibung

### Vegetative Merkmale
Der Dolomiten-Mannsschild ist eine ausdauernde, in flachen, kleinen Polstern wachsende Pflanze. Sie ist mit höchstens 0,2 Millimeter langen, zwei- bis dreiteiligen Haaren bedeckt. Die Stämmchen sind etwa 1 bis 4 Zentimeter lang und 1 Millimeter dick; sie sind verholzt, blattlos und braun.
Die Laubblätter sind in wenigen dichten Rosetten angeordnet. Die einfache Blattspreite ist bei einer Länge von 5 bis 10 Millimetern sowie einer Breite von bis zu 1,5 Millimetern schmal-lanzettlich mit stumpfem oberen Ende und am Rand sowie auf den beiden Seiten behaart.

### Generative Merkmale
Die Blütezeit reicht von Juni bis August. Die Blüten entspringen einzeln in den Achseln der obersten Rosettenblätter und überragen die Laubblätter kaum. Die Blütenstiele sind 1 bis 12 Millimeter lang.
Die zwittrige Blüte ist radiärsymmetrisch und fünfzählig mit doppelter Blütenhülle. Die fünf 3 bis 4 Millimeter langen Kelchblätter sind bis zur Hälfte ihrer Länge verwachsen. Die Kronröhre ist kürzer als die dreieckigen Kelchzähne. Die 4 bis 5 Millimeter breite Krone ist meist weiß und außen rosafarben überlaufen, hat einen gelben Schlund und oft leicht ausgerandete Kronlappen.
Die Kapselfrucht ist etwas kürzer als der Kelch.
Die Chromosomenzahl beträgt 2n = 40.

## Vorkommen
Der Dolomiten-Mannsschild kommt nur in den Ostalpen von Presolana bis zu den Steiner Alpen und von den Berchtesgadener Alpen bis in die Steiermark vor. Der Dolomiten-Mannsschild wächst auf Kalkfels und Schutt in Höhenlagen bis über 3000 Metern.
Der Dolomiten-Mannsschild gedeiht in Mitteleuropa auf kalkreichen Untergrund an einem gut besonnten Standort. Er besiedelt lehm- und feinerdereichen Grobschutt, er geht aber auch in mit Feinerde verfüllte Felsspalten. In Mitteleuropa ist er insgesamt selten; er kommt nur in den südlichen Kalkalpen von der Presolana in den Bergamasker Alpen bzw. von Südtirol ostwärts bis in die Gailtaler Alpen vor, in den Ostketten der Nördlichen Kalkalpen gibt es isolierte Bestände bei Liezen und Lofer sowie in Berchtesgaden. Er gedeiht meist auf Höhenlagen von 1900 bis 3000 Metern; an der Cima Tosa erreicht er sogar eine Höhenlage von 3100 Metern. Er gedeiht in Pflanzengesellschaften des Verbands Potentillion caulescentis. Die Art ist in Deutschland durch die BArtSchV besonders geschützt.
Die Zerrissenheit des rezenten Areals zeigt, dass Androsace hausmannii ehedem in den Ostalpen ein größeres Verbreitungsgebiet besessen hat.

## Taxonomie
Die Erstbeschreibung von Androsace hausmannii erfolgte 1852 durch Friedrich Leybold in Flora, Band 35, S. 401. Das Artepitheton hausmannii ehrt den österreichischen Botaniker Franz von Hausmann zu Stetten, Freiherr zum Stein unter Lebenberg, Lanegg und Greiffenegg. Ein Synonym für Androsace hausmannii Leyb. ist Aretia hausmannii (Leyb.) Nyman.

## Belege
- Xaver Finkenzeller, Jürke Grau: Alpenblumen (= Steinbachs Naturführer.). Mosaik-Verlag GmbH, München 1996, ISBN 3-576-10558-1.
- Dietmar Aichele, Heinz Werner Schwegler: Die Blütenpflanzen Mitteleuropas, Franckh-Kosmos-Verlag, 2. überarbeitete Auflage 1994, 2000, Band 3, ISBN 3- 440-08048-X.